# Joyce Banda
Joyce Hilda Banda (Zomba, 12 de abril de 1950) es una abogada, y política malauí. Ejerció la Presidencia de la República desde el 7 de abril de 2012 hasta el 31 de mayo de 2014, tras el fallecimiento del presidente Bingu wa Mutharika, convirtiéndose en la primera mujer en asumir la presidencia del país en la historia y la segunda mujer en la historia de África en ser jefa de estado, después de Ellen Johnson Sirleaf presidenta de la República de Liberia. De 2009 a 2012 había asumido la vicepresidencia del país.

## Trayectoria
Fue miembro del parlamento por la circunscripción de Zomba-Malosa y Ministra de Género, Bienestar del Niño y Servicios Comunitarios hasta que fue nombrada Ministra de Asuntos Exteriores el 1 de junio de 2006 por el presidente Bingu wa Mutharika. En 2009 asumió la  vicepresidencia del país, cargo que ocupó hasta 2012 cuando se convirtió en la primera mujer presidenta de la república y la segunda jefa de estado de la historia de África.
Es la fundadora de la Asociación Nacional de Mujeres de Negocios.
En 2011 fue considerada por la revista Forbes como la tercera mujer más poderosa del continente africano.
También en 2011 fundó el Partido Popular, agrupación política que lidera y antes del fallecimiento de Bingu wa Mutharika era considerada la fuerza que podía disputarle la presidencia en las elecciones generales de 2014.
Durante la elección presidencial de 2014 denunció la falta de transparencia y tiempo para estos comicios y pidió al Tribunal Electoral suspender la constitución, esto después de que el consejo anunciara como ganador al opositor Peter Mutharika, hermano del expresidente Bingu Wa. Sin embargo, el Tribunal hizo oídos sordos y finalmente el 31 de mayo es juramentado Peter como nuevo presidente de Malaui.